# Frans Rutten (voetballer)
Frans Rutten (Kerkrade, 14 januari 1937 - Heerlen, 23 oktober 2002) was een Nederlandse voetballer. Hij speelde als aanvaller voor Roda Sport, MVV Maastricht en Fortuna '54. Rutten scoorde meer dan honderd competitiedoelpunten.

## Levensloop
Rutten begon met voetballen bij SVA Bleijerheide. Door de KNVB werd hij op 17-jarige leeftijd geselecteerd voor het FIFA-jeugdelftal. In 1954 debuteerde Rutten voor Roda Sport in de Eerste Klasse, de voorloper van de Eredivisie. Rutten viel op en na twee seizoenen was er interesse van Ajax, Feyenoord en Rapid JC, hij koos echter voor MVV Maastricht. Het eerste seizoen scoorde Rutten 19 doelpunten in 26 wedstrijden en werd vierde met MVV. Hij speelde vijf jaar voor de Maastrichtse club. In deze periode vertegenwoordigde hij Nederland in meerdere jeugdelftallen en in het B-elftal. In november 1958 stond hij reserve tijdens de interland tegen Zwitserland. Op eigen verzoek kwam Rutten aan het einde van het seizoen 1959/60 op de transferlijst te staan.
Aan het begin van het seizoen 1961/1962 maakte Rutten de overstap naar Rapid JC. Het ene jaar dat hij daar speel was het meest doeltreffende uit zijn carrière. Met 25 doelpunten werd hij tweede op de topscorerslijst. Voor Rapid JC liep het seizoen een stuk minder, de club degradeerde. Rapid JC fuseerde vervolgens met Roda Sport. Om het nieuw gevormde Roda JC financieel gezond te maken moest Rutten met nog een aantal spelers vertrekken. Rutten maakte de overstap naar Fortuna '54.
Bij Fortuna'54 was Rutten al over zijn sportieve hoogtepunt heen. Hij werd het vele reizen zat. Na zijn eerste jaar overwoog hij al over te stappen na een amateurclub. Aan het van het seizoen seizoen 1963/64 voegde hij de daad bij het woord. In zijn laatste jaar won hij met Fortuna '54 nog wel de KNVB Beker, hoewel hij in de finale niet speelde. Vervolgens speelde Rutten nog drie jaar bij de amateurs van KVC Oranje.
Na zijn voetbalcarrière werkte Rutten voor het Maastrichtse bedrijf Enci, waar hij in 1993 met pensioen ging. Daarnaast was hij zeer actief hardloper.

### Clubverband
| Seizoen | Club        | Land      | Competitie | Wed. | Goals |
| ------- | ----------- | --------- | ---------- | ---- | ----- |
| 1956/57 | MVV         | Nederland | Eredivisie | 26   | 19    |
| 1957/58 | MVV         | Nederland | Eredivisie | 31   | 9     |
| 1958/59 | MVV         | Nederland | Eredivisie | 32   | 11    |
| 1959/60 | MVV         | Nederland | Eredivisie | 33   | 23    |
| 1960/61 | MVV         | Nederland | Eredivisie | 26   | 7     |
| 1961/62 | Rapid JC    | Nederland | Eredivisie | 29   | 25    |
| 1962/63 | Fortuna '54 | Nederland | Eredivisie | 22   | 7     |
| 1963/64 | Fortuna '54 | Nederland | Eredivisie | 13   | 2     |
| Totaal  | Totaal      | Totaal    | Totaal     | 212  | 103   |